# Felisa Wolfe-Simon
Felisa Wolfe-Simon es una bioquímica cubana del US Geological Survey y miembro de la NASA Astrobiology Institute.
Su investigación se concentra en la microbiología evolutiva y sobre los procesos metabólicos exóticos. Su trabajo incluye el descubrimiento de la bacteria GFAJ-1 del lago Mono, en California, que sería capaz de incorporar el arseniato (AsO3−
4) en el lugar del fosfato (PO3−
4) en su ADN y para otras biomoléculas esenciales de la célula.

## Controversias

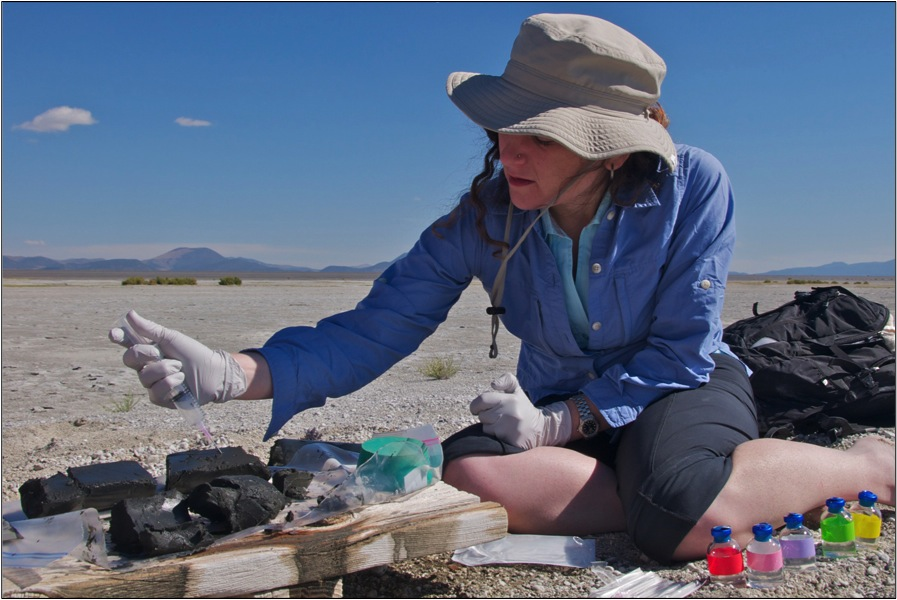
Wolfe-Simon en el Lago Mono el año 2010

Estos resultados son objeto de una controversia científica en la comunidad de los microbiologistas. Si es cierto, constituirían un importante descubrimiento al revelar la primera forma conocida de vida conocida capaz de sintetizar ácidos nucleicos utilizando el arseniato en lugar del fosfato.
La polémica se extiende hasta el 2012 cuando el equipo de Rosemary Redfield explica haber encontrado rastros de fosfato en el lago Mono. El artículo publicado a esta ocasión explica así como las bacterias encontradas en el lago no serían otras que la de los oligotróficos capaces de vivir en un medio muy pobre en fosfato a pesar de resistir en una concentración elevada de arseniato. El artículo de Redfield rechaza pues los supuestos descubrimientos de Wolfe-Simon. El biólogo Philippe Marlière, critica el hecho que el artículo de Felisa Wolfe-Simon haya podido estar publicado en Science, ve un sesgo provocado por el apoyo financiero aportado por la NASA a los trabajos de Wolfe-Simon.